# Scarus chameleon
Scarus chameleon là một loài cá biển thuộc chi Scarus trong họ Cá mó. Loài này được mô tả lần đầu tiên vào năm 1986.

## Từ nguyên
Từ định danh của loài trong tiếng Anh có nghĩa là "tắc kè hoa", hàm ý đề cập đến khả năng thay đổi màu sắc nhanh chóng như loài tắc kè hoa của loài cá này.

## Phạm vi phân bố và môi trường sống
S. chameleon có phạm vi phân bố tập trung chủ yếu ở Tây Thái Bình Dương, thưa vắng hơn ở Đông Ấn Độ Dương (chỉ được ghi nhận tại đảo Giáng Sinh và bờ biển Tây Úc). Từ vùng biển miền trung Việt Nam (bao gồm Côn Đảo và quần đảo Trường Sa), loài này được ghi nhận trải dài đến phần lớn các đảo quốc thuộc khu vực Tam giác San Hô (trừ Malaysia); ngược lên phía bắc đến quần đảo Ryukyu (Nhật Bản); về phía nam đến bang New South Wales và đảo Lord Howe (Úc); xa nhất ở phạm vi phía đông là đến Fiji.
S. chameleon sống gần các rạn san hô viền bờ và rạn san hô trong các đầm phá ở độ sâu đến ít nhất là 35 m.

## Mô tả
S. chameleon có chiều dài cơ thể tối đa được biết đến là 31 cm. Cá cái và cá đực có khả năng chuyển đổi thành nhiều kiểu màu khác nhau. Vây đuôi hơi bo tròn ở cá cái và lõm sâu tạo thành hình lưỡi liềm ở cá đực trưởng thành.
Cá cái nhìn chung mang các tông màu nâu, từ nâu xám đến nâu sẫm, nhưng cũng có thể là màu vàng nâu; phần thân dưới thường là màu trắng. Các dải sọc sáng màu hơn có thể ẩn hoặc hiện tùy theo cảm xúc của chúng. Cá cái của S. chameleon thường bị nhầm lẫn với nhiều loài Scarus cái khác có cùng khu vực phân bố.
Cá đực có màu xanh lục lam, đặc trưng bởi một dải màu hồng da cam (có thể chuyển qua lại giữa các tông màu đậm hoặc nhạt) ở giữa thân. Vảy ở thân trên có các vạch màu hồng cam (sẫm tím khi được quan sát dưới nước). Đầu có các vệt màu lục lam bao quanh mắt và mõm. Các vệt hồng và xanh lốm đốm trên vây đuôi.
Số gai vây lưng: 9; Số tia vây ở vây lưng: 10; Số gai vây hậu môn: 3; Số tia vây ở vây hậu môn: 9; Số tia vây ở vây ngực: 14.

## Sinh thái học
Thức ăn của S. chameleon chủ yếu là tảo. Cá cái thường lẫn vào đàn của các loài Scarus khác khi kiếm ăn, trong khi cá đực thường bơi tách biệt.
S. chameleon thường được đánh bắt để làm thực phẩm.